# Christian Friedrich Koch
Pour les articles homonymes, voir Christian Koch et Koch.

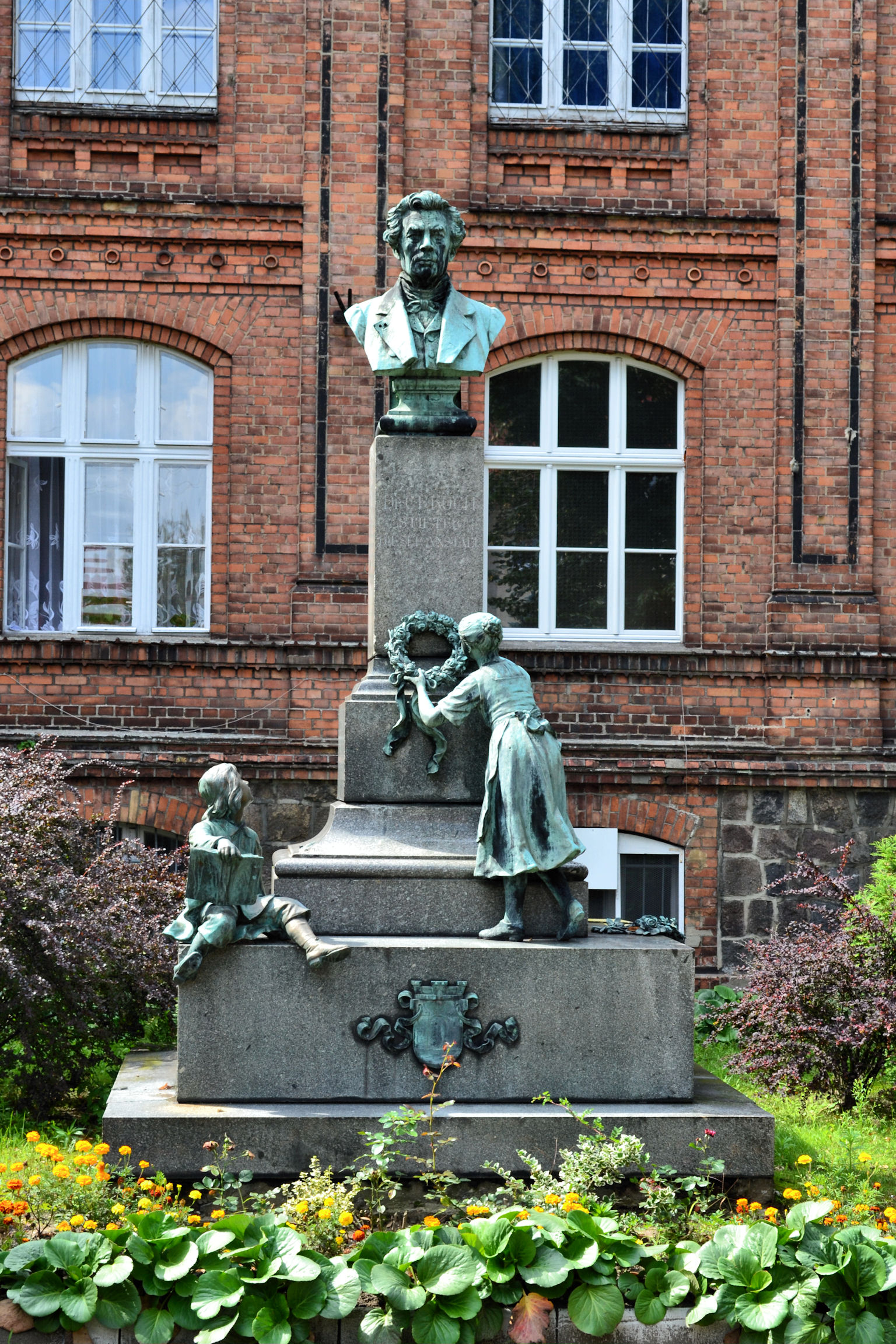
Mémorial dans sa ville natale.

Christian Friedrich Koch, né le 9 février 1798 et mort le 21 janvier 1872, est un juriste prussien.

## Biographie
Christian Friedrich Koch naît à Mohrin, Nouvelle-Marche, son père est un travailleur à la journée et un travailleur migrant[pas clair]. Koch commence un apprentissage de tailleur et travaille en même temps comme copiste à la cour locale de Mohrin. Il travaille ensuite à l'Oberlandesgericht de Soldin et à la cour locale de Reppen. Il passe ensuite son Abitur et est élève de Savigny jusqu'en 1825. Sa première publication en 1826 lui vaut une reconnaissance immédiate et de nombreuses nominations. Il étudie le droit français à Cologne et à Aix-la-Chapelle et est nommé juge à la cour suprême de Marienwerder (1829). Il est nommé directeur des tribunaux, successivement, à Kulm (1832), Grossglogau (1834) et Halle (1840). Sa dernière nomination est celle de directeur de la cour de justice de la principauté de Neisse. En 1848, il est convoqué à Berlinpour rédiger le nouveau code de procédure civile. Il prend sa retraite en 1854 et meurt à Neisse, la Silésie, Allemagne Impériale en 1872. Koch a reconstitué toute la jurisprudence prussienne, sur la théorie et la pratique de laquelle son travail a exercé une grande influence,.
Il est le fondateur du Schlesisches Archiv für die praktische Rechtwissenschaft (Berlin, 1837-46),.
Koch a légué la majeure partie de son actif d'environ 300 000 marks à sa ville natale pour y construire un orphelinat.

## Publications
- (de) Versuch einer systematischen Darstellung der Lehre vom Besitz nach preussischem Recht (Berlin, 1826)
- (de) Das Recht der Forderungen nach gemeinem und preussischem Recht (Breslau, 1836-43 ; Berlin, 1858-59)
- (de) Lehrbuch des preussischen Privatrechts (Berlin, 1845 ; 2e éd., 1857-58)
- (de) Das preussische Erbrecht aus dem gemeinen deutschen Recht entwickelt (Prusse l'héritage du droit dérivé de l'allemand de droit commun ; Berlin, 1866)
- (de) Das preussische Zivilprozessrecht (Prusse droit civil ; Berlin, 1847 ; 6e éd., 1871)
- (de) Kommentar zum Allgemeinen Landrecht (Berlin, 1852-55 ; 8e éd., 1883-87)